# Mesgrigny
Pour les articles homonymes, voir Mesgrigny (homonymie).
Mesgrigny est une commune française, située dans le département de l'Aube en région Grand Est.

## Géographie

### Localisation
| Châtres                 |           | Méry-sur-Seine        |
|                         | Mesgrigny |                       |
| Orvilliers-Saint-Julien |           | Vallant-Saint-Georges |

Le cadastre de 1809 situait au territoire : Bailly, la Belle-Etoile, Bury, les Closeaux, les Epinettes.

### Hydrographie
La commune est dans la région hydrographique « la Seine de sa source au confluent de l'Oise (exclu) » au sein du bassin Seine-Normandie. Elle est drainée par le ruisseau des Moulins de Poussey, la rivière du Moulin, le canal 06 des Pâtures, le Fossé 01 de la Belle Etoile et divers autres petits cours d'eau,.
Le ruisseau des Moulins de Poussey, d'une longueur de 10 km, prend sa source dans la commune  et se jette  dans la Seine à Maizières-la-Grande-Paroisse, après avoir traversé quatre communes.

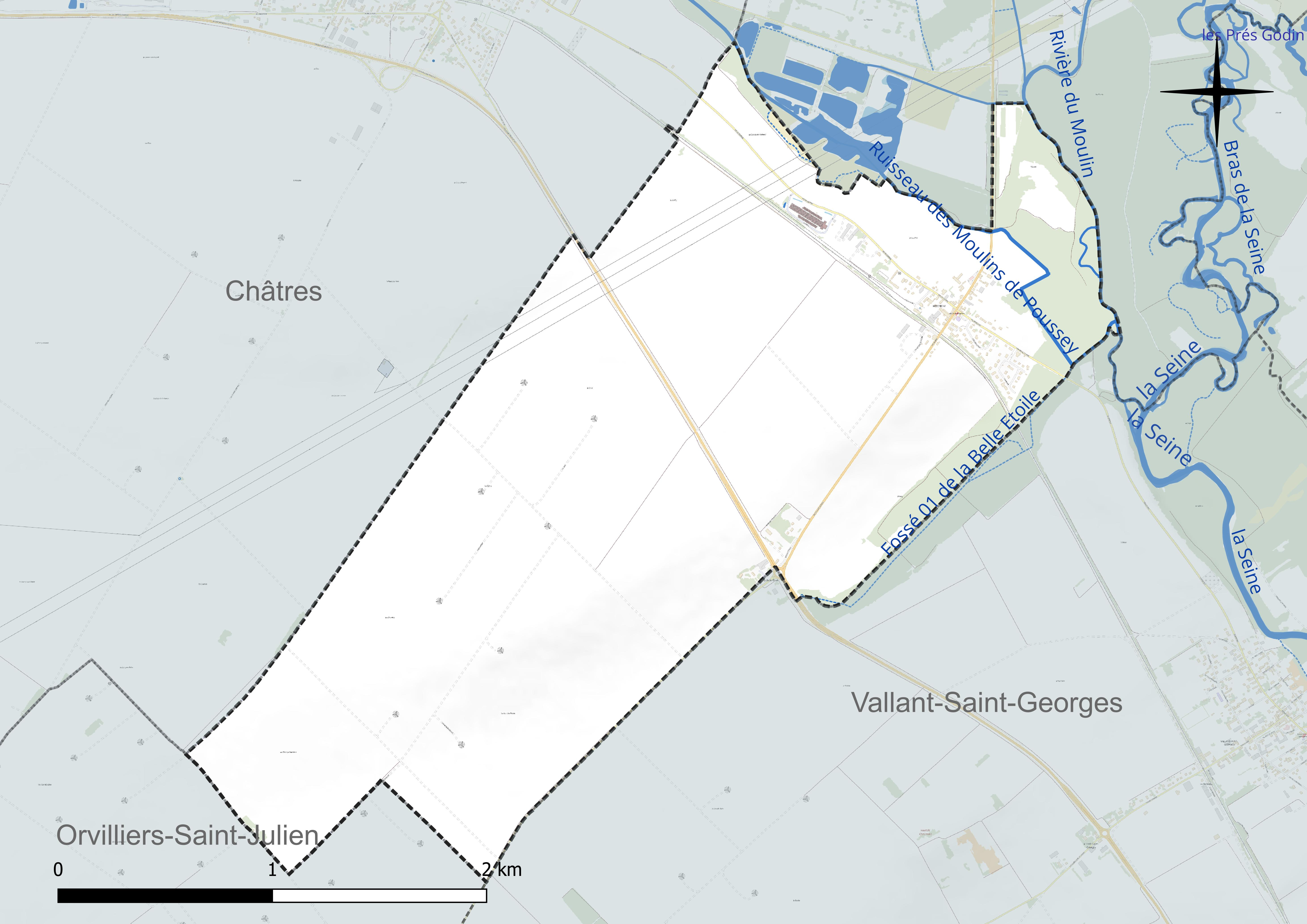
Réseau hydrographique de Mesgrigny.

### Climat
Pour des articles plus généraux, voir Climat du Grand Est et Climat de l'Aube.
En 2010, le climat de la commune est de type climat océanique dégradé des plaines du Centre et du Nord, selon une étude du Centre national de la recherche scientifique s'appuyant sur une série de données couvrant la période 1971-2000. En 2020, Météo-France publie une typologie des climats de la France métropolitaine dans laquelle la commune est exposée à un climat océanique altéré et est dans la région climatique Nord-est du bassin Parisien, caractérisée par un ensoleillement médiocre, une pluviométrie moyenne régulièrement répartie au cours de l’année et un hiver froid (3 °C).
Pour la période 1971-2000, la température annuelle moyenne est de 10,6 °C, avec une amplitude thermique annuelle de 15,8 °C. Le cumul annuel moyen de précipitations est de 687 mm, avec 11,7 jours de précipitations en janvier et 7,4 jours en juillet. Pour la période 1991-2020, la température moyenne annuelle observée sur la station météorologique de Météo-France la plus proche, « Romilly », sur la commune de Romilly-sur-Seine à 12 km à vol d'oiseau, est de 11,2 °C et le cumul annuel moyen de précipitations est de 619,5 mm. 
La température maximale relevée sur cette station est de 42,3 °C, atteinte le 25 juillet 2019 ; la température minimale est de −25,2 °C, atteinte le 6 janvier 1971,,.
Les paramètres climatiques de la commune ont été estimés pour le milieu du siècle (2041-2070) selon différents scénarios d'émission de gaz à effet de serre à partir des nouvelles projections climatiques de référence DRIAS-2020. Ils sont consultables sur un site dédié publié par Météo-France en novembre 2022.

## Urbanisme

### Typologie
Au 1er janvier 2024, Mesgrigny est catégorisée commune rurale à habitat dispersé, selon la nouvelle grille communale de densité à 7 niveaux définie par l'Insee en 2022.
Elle est située hors unité urbaine. Par ailleurs la commune fait partie de l'aire d'attraction de Troyes, dont elle est une commune de la couronne,. Cette aire, qui regroupe 209 communes, est catégorisée dans les aires de 200 000 à moins de 700 000 habitants,.

### Occupation des sols
L'occupation des sols de la commune, telle qu'elle ressort de la base de données européenne d’occupation biophysique des sols Corine Land Cover (CLC), est marquée par l'importance des territoires agricoles (87,7 % en 2018), une proportion sensiblement équivalente à celle de 1990 (88 %). La répartition détaillée en 2018 est la suivante : 
terres arables (84,9 %), forêts (7,3 %), zones urbanisées (4,9 %), zones agricoles hétérogènes (2,8 %), eaux continentales (0,2 %). L'évolution de l’occupation des sols de la commune et de ses infrastructures peut être observée sur les différentes représentations cartographiques du territoire : la carte de Cassini (XVIIIe siècle), la carte d'état-major (1820-1866) et les cartes ou photos aériennes de l'IGN pour la période actuelle (1950 à aujourd'hui).

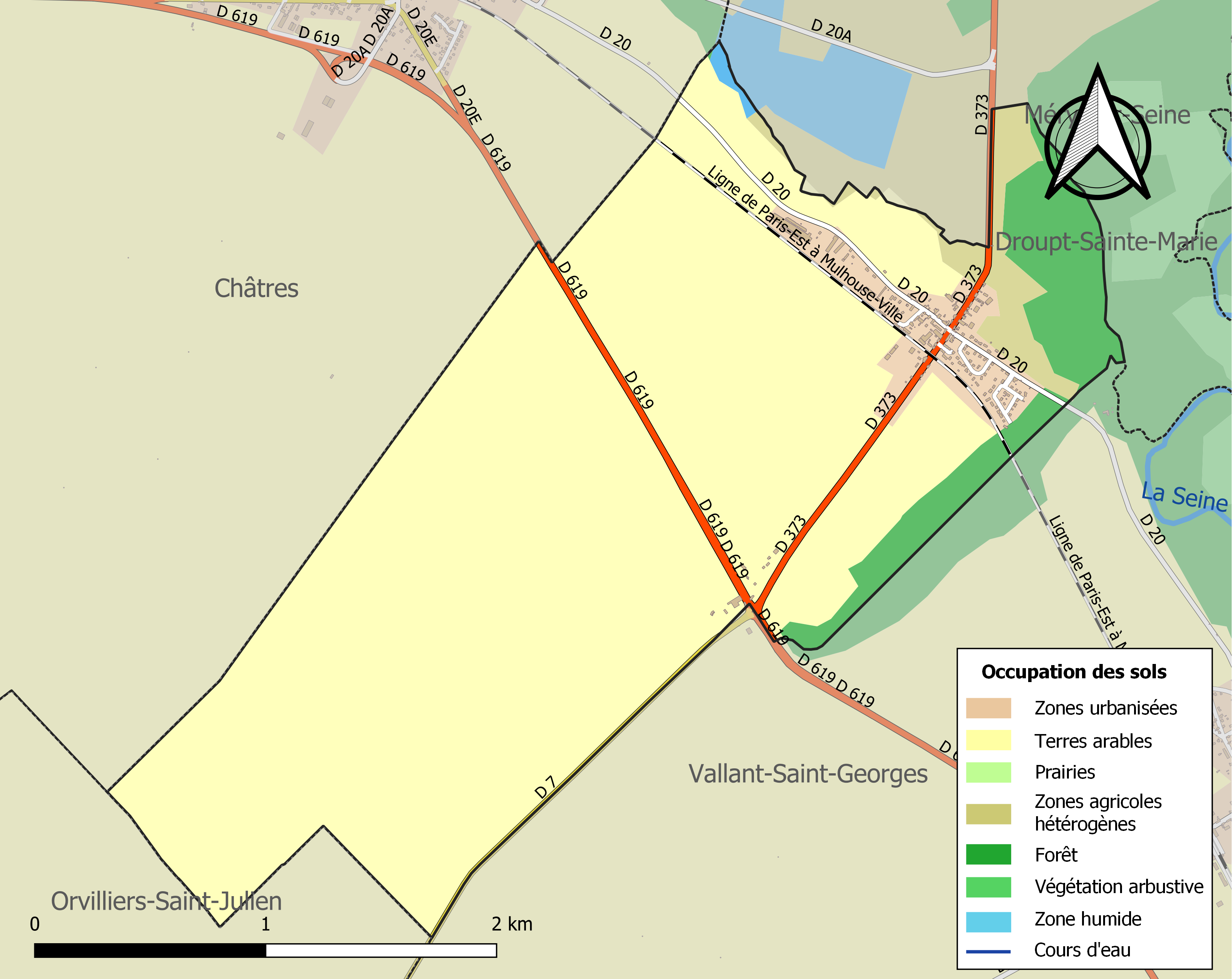
Carte des infrastructures et de l'occupation des sols de la commune en 2018 (CLC).

## Histoire
La seigneurie était à la famille de Champagne, le comte de Troyes Hugue à la fin du XIe siècle qui avait fait un don à l'abbaye Notre-Dame-aux-Nonnains. Charles V fit don de la seigneurie au chapitre de Vincennes qui le conservait jusqu'en 1789.
En 1789, le village dépendait de l'intendance et de la généralité de Châlons, de l'élection de Troyes et du bailliage secondaire de Méry.

## Politique et administration
| Période                                  | Période  | Identité                                       | Étiquette | Qualité |
| ---------------------------------------- | -------- | ---------------------------------------------- | --------- | ------- |
| 1800                                     | 1810     | Honoré Rozier                                  |           |         |
| 1810                                     | 1832     | Claude Contat                                  |           |         |
| 1832                                     | 1842     | Pierre Palentru                                |           |         |
| 1842                                     | 1848     | Nicolas Rozé                                   |           |         |
| 1848                                     | 1852     | Apollinaire Chaumont                           |           |         |
| 1852                                     | ?        | Amédée Godret                                  |           |         |
| 1929                                     | 1941     | Lucien Rozé                                    |           |         |
| 1941                                     | 1944     | René Chepy                                     |           |         |
| 1944                                     | 1950     | Jacques Babet                                  |           |         |
| 1950                                     | 1959     | René Dore                                      |           |         |
| 1959                                     | 1971     | Charles Patenaire                              |           |         |
| 1971                                     | 2001     | Bernard Niore                                  |           |         |
| 2001                                     | 2014     | Jean-Marc Tranchant                            |           |         |
| avril 2014                               | En cours | Ludovic Bouniol Réélu pour le mandat 2020-2026 | DVG       | Employé |
| Les données manquantes sont à compléter. |          |                                                |           |         |

## Démographie
L'évolution du nombre d'habitants est connue à travers les recensements de la population effectués dans la commune depuis 1793. Pour les communes de moins de 10 000 habitants, une enquête de recensement portant sur toute la population est réalisée tous les cinq ans, les populations de référence des années intermédiaires étant quant à elles estimées par interpolation ou extrapolation. Pour la commune, le premier recensement exhaustif entrant dans le cadre du nouveau dispositif a été réalisé en 2008.

En 2022, la commune comptait 260 habitants, en évolution de −13,62 % par rapport à 2016 (Aube : +0,7 %, France hors Mayotte : +2,11 %).
| 1793 | 1800 | 1806 | 1821 | 1831 | 1836 | 1841 | 1846 | 1851 |
| ---- | ---- | ---- | ---- | ---- | ---- | ---- | ---- | ---- |
| 52   | 55   | 76   | 69   | 74   | 89   | 80   | 102  | 121  |

| 1856 | 1861 | 1866 | 1872 | 1876 | 1881 | 1886 | 1891 | 1896 |
| ---- | ---- | ---- | ---- | ---- | ---- | ---- | ---- | ---- |
| 133  | 176  | 181  | 190  | 180  | 163  | 147  | 146  | 153  |

| 1901 | 1906 | 1911 | 1921 | 1926 | 1931 | 1936 | 1946 | 1954 |
| ---- | ---- | ---- | ---- | ---- | ---- | ---- | ---- | ---- |
| 150  | 143  | 155  | 149  | 167  | 175  | 164  | 153  | 153  |

| 1962 | 1968 | 1975 | 1982 | 1990 | 1999 | 2006 | 2008 | 2013 |
| ---- | ---- | ---- | ---- | ---- | ---- | ---- | ---- | ---- |
| 165  | 184  | 132  | 188  | 225  | 214  | 229  | 233  | 302  |

| 2018 | 2022 | - | - | - | - | - | - | - |
| ---- | ---- | - | - | - | - | - | - | - |
| 283  | 260  | - | - | - | - | - | - | - |

## Culture locale et patrimoine

### Lieux et monuments
Son église, qui dépendait du doyenné de Marigny, est sous le vocable de Saint-Thibaud est du XIXe siècle. En effet, elle fut détruite en 1814 et relevée en 1845.